# Рангкуль
Рангку́ль (тадж. Рангкӯл) — высокогорное озеро Восточного Памира, расположенное в Горно-Бадахшанской автономной области Таджикистана.

## Характеристика
Озеро лежит на высоте 3783 м над уровнем моря. Площадь его составляет 7,8 км², наибольшая глубина — 2,5 м. Объём воды — 0,012 км³. Площадь водосборного бассейна — 1980 км². Питание осуществляется за счёт талых снеговых и ледниковых вод. Вода прогревается слабо, минерализация непостоянна и варьируется от пресной до солоноватой. Берега плоские, частично заболоченные. Сток происходит по протоке Узюкдарья в озеро Шоркуль.
В озере водится рыбы из рода османы. На островах обосновались колонии диких гусей.
Близ озера находится посёлок Рангкуль и дорога на Мургаб. В бассейне озера — сакские курганы. В горах к югу от озера расположена пещера Путников.